# Ataxia de Friedreich
A ataxia de Friedreich é uma doença neurodegenerativa, hereditária, autossômica recessiva que cursa com ataxia de membros e marcha, disartria, perda da sensibilidade vibratória e proprioceptiva.
É a forma mais comum de ataxia hereditária. Sua incidência é estimada em um caso por 22.000 a dois por 100.000 nascidos vivos.  Foi descrita pela primeira vez por Nikolaus Friedreich em uma série de artigos entre 1863 e 1877. 

## Fisiopatologia
A doença resulta da morte axonal, da periferia para o corpo celular, dos neurônios sensitivos afetando principalmente os nervos periféricos e cordão espinhal. Esclerose e degeneração do gânglio da raiz dorsal, dos tratos espinocerebelares, tratos corticoespinhais laterais e colunas posteriores. Os neurônios motores 
não são afetados. Níveis baixos da proteína frataxina leva a uma biossíntese insuficiente de agrupamentos ferro-enxofre, que são necessários para o funcionamento do transporte de elétron mitocondrial e montagem da enzima aconitase, levando a falha do metabolismo de toda a célula.

## Sinais e sintomas
O início da ataxia de Friedreich é precoce, entre os 5 e 15 anos de idade, com ataxia de marcha como o sintoma inicial. Normalmente, ambos lados são afetados igualmente. Alguns pacientes podem ter inicio súbito ou unilateral.
- Os marcos da doença são os seguintes:
  - Ataxia de membros e marcha progressivos iniciados antes dos 30 anos.
  - Reflexos tendíneos em membros inferiores estão ausentes.
  - Evidência de doença axonal sensitiva é percebida.
  - Disartria, arreflexia, fraqueza muscular nos membros inferiores, reflexo plantar em extensão e perda da sensibilidade articular e vibratória nas extremidades nos primeiros cinco anos de evolução são o padrão mais comum,
  - Deformidade dos pés, escoliose, diabete, envolvimento cardíaco são outras características comuns.[4]

## Critérios Diagnósticos
| Obrigatório                          | Idade de início antes dos 25 anos                   |
|                                      | Ataxia progressiva de membros e marcha              |
|                                      | Reflexos de tornozelo e joelhos ausentes            |
|                                      | Neurofisiologia de padrão axonal                    |
|                                      | Disartria (se mais de cinco anos do início)         |
| Adicionais (presente em mais de 66%) | Escoliose                                           |
|                                      | Fraqueza de padrão piramidal nos membros inferiores |
|                                      | Reflexos ausentes nos braços                        |
|                                      | Sensibilidade de fibras grossas ausente             |
|                                      | ECG anormal                                         |
| Outros (menos de 50%)                | Nistagmo                                            |
|                                      | Atrofia ótica                                       |
|                                      | Surdez                                              |
|                                      | Amiotrofia distal                                   |
|                                      | Pé cavo                                             |
|                                      | Diabetes                                            |

## Exames complementares

### Diagnóstico laboratorial
A avaliação do gene tem valor para aconselhamento genético. Avaliação para triagem é inefetiva e não tem valor prático.

### Diagnóstico por imagem
A ressonância magnética do cérebro e da coluna mostram sinais de atrofia do cordão espinhal com mínima evidência de atrofia cerebelar.

### Outros exames
- Ecocardiograma: Revela hipertrofia ventricular concêntrica, na maior parte dos casos.
- Eletrocardiograma: Cerca de 65% dos pacientes apresentarão achados anormais. O achado mais comum é o de inversão de onda T, principalmente nas derivações inferiores e laterais, associado a hipertrofia ventricular.
- Eletromiografia: Velocidade de condução do nervo é usualmente normal. Potencial de ação sensorial é ausente em 90% dos pacientes. Os 10% restantes mostrarão amplitude reduzida.
- Potencial evocado auditivo (BERA): Mostra ondas III e IV ausentes com onda preservada. Isso é sugestivo de envolvimento dos trajetos em nível central.
- Potencial evocado visual é anormal em dois terços dos pacientes. Ausência da latência na amplitude p100 é observada. [2]

## Tratamento
Em 2024, a Food and Drug Administration (FDA) aprovou o uso do omaveloxolona para o tratamento da ataxia de Friedreich. O omaveloxolona é um triterpenoide semissintético de molécula pequena administrado por via oral. Este medicamento funciona como ativador do fator de transcrição Nrf2, cuja atividade está suprimida em pacientes com ataxia de Friedreich. Ao estimular a atividade antioxidante por meio da reativação do Nrf2, o omaveloxolona pode ajudar a diminuir os danos oxidativos causados pela doença. 

## Prognóstico
Tem mau prognóstico. A principal causa de morte é a falência cardíaca (arritmia ou insuficiência cardíaca). A desordem é progressiva, com duração médica de 15-20 anos. Alguns pacientes consegue chegar a sexta e sétima década de vida, no entanto, comumente o óbito acontece por volta dos 25-30 anos de idade. 